# Grayscale dominator
「grayscale dominator」（グレイスケール・ドミネーター）は、OxTの楽曲。1作目のデジタル配信限定シングルとして、2023年10月5日に各音楽配信サービスにてKADOKAWAからリリースされた。

## 概要
OxTとしては初となるデジタルシングルでのリリース。
本楽曲は、テレビアニメ『陰の実力者になりたくて!』2nd seasonオープニングテーマとなっている。
当初はデジタルシングルとしてのリリースのみが公表され、配信開始日が未発表だったが、2023年9月28日に、本楽曲のショートバージョンのミュージックビデオが公開され、同時に配信開始日が公表された。

## 収録内容
| #         | タイトル                              | 作詞      | 作曲・編曲 | 時間 |
| --------- | ------------------------------------- | --------- | ---------- | ---- |
| 1.        | 「grayscale dominator」               | hotaru    | Tom-H@ck   | 3:31 |
| 2.        | 「grayscale dominator」(Instrumental) |           |            | 3:31 |
| 合計時間: | 合計時間:                             | 合計時間: | 合計時間:  | 7:02 |